# Leighton Meester
Leighton Marissa Meester (Fort Worth, 9 aprile 1986) è un'attrice, cantante ed ex modella statunitense, principalmente nota per il ruolo di Blair Waldorf nella serie televisiva Gossip Girl.

## Biografia
Di origini inglesi, irlandesi, olandesi e tedesche, Leighton Meester nasce a Fort Worth, in Texas, da Constance Haas e Douglas Meester, mentre la madre deve scontare una condanna per spaccio di stupefacenti dalla Giamaica agli Stati Uniti d'America. Tre mesi dopo la nascita della figlia, Constance torna in carcere per finire di scontare la condanna, lasciando la bambina alla nonna materna. All'epoca anche il padre era in prigione. Leighton ha un fratello di otto anni più giovane, Alexander Meester.
Quando la madre esce di prigione, Meester e la sua famiglia si trasferiscono a Marco Island, in Florida, dove inizia a partecipare ad alcune produzioni del teatro locale. Successivamente, quando Leighton ha 11 anni, si trasferiscono prima a New York, dove diventa modella per la Wilhelmina Models, e poi quando ha 14 anni a Los Angeles, dove inizia a lavorare come attrice. Nonostante gli impegni lavorativi, continua gli studi e frequenta la Hollywood High School, la Beverly Hills High School e infine una piccola scuola privata dove si diploma con un anno di anticipo.

### Carriera

#### Recitazione

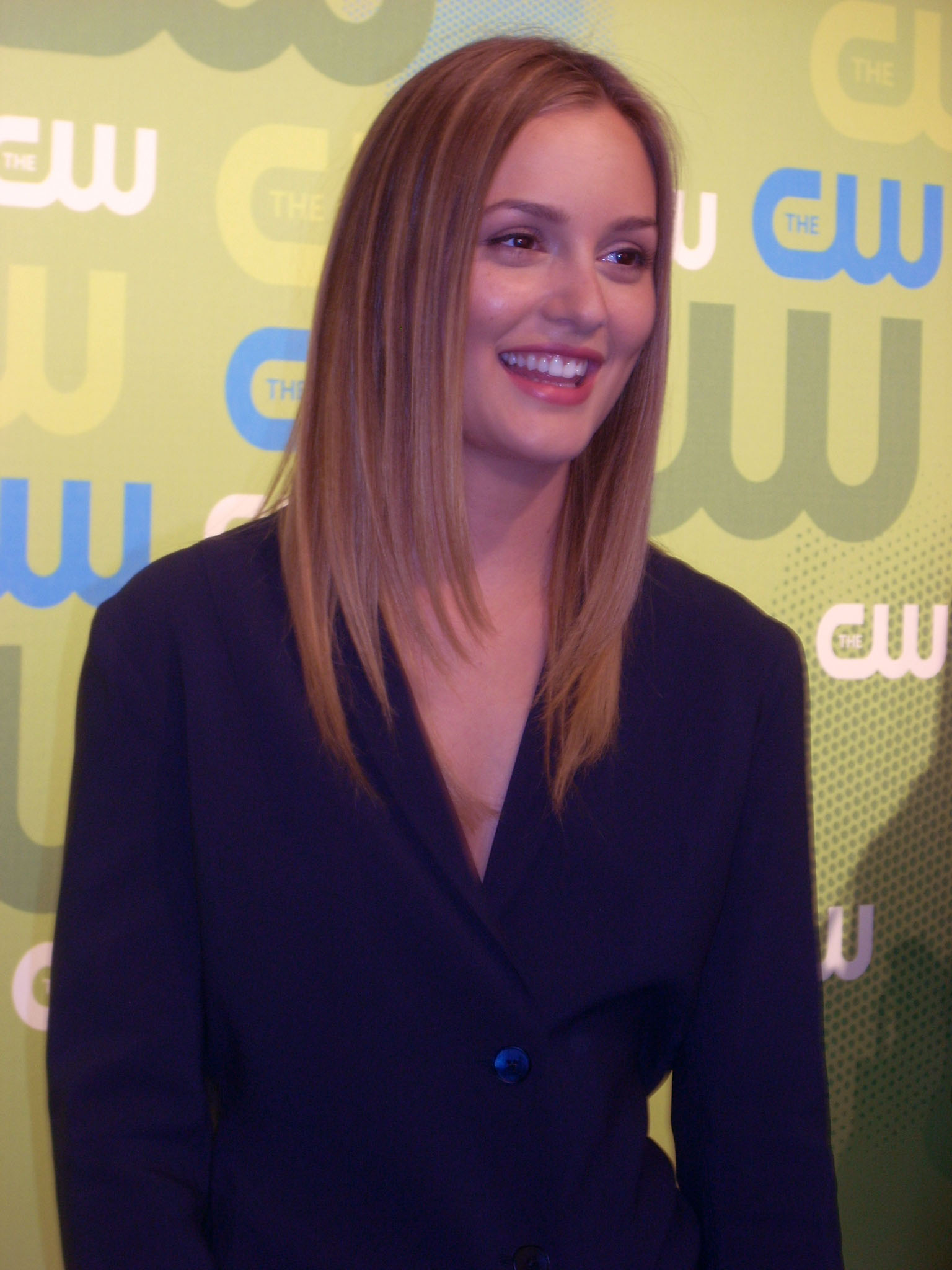
Leighton Meester nel 2009.

Leighton Meester inizia la sua carriera da attrice nel 1999, a 13 anni, quando esordisce in TV in un episodio di Law & Order - I due volti della giustizia. A 14 anni si trasferisce a Los Angeles, in California, per poter lavorare in maniera più stabile nel mondo dello spettacolo. In pochissimo tempo appare in serie di successo come 24, Crossing Jordan, Entourage, Settimo cielo e Veronica Mars, arrivando in seguito ad ottenere anche ruoli di maggiore rilevanza nei telefilm Surface - Mistero dagli abissi e Tarzan. Nel 2003, debutta al cinema nel film indipendente Hangman's Curse tratto dall'omonimo libro di Frank Peretti. Successivamente, nel 2006, recita in Flourish al fianco di Jesse Spencer e Jennifer Morrison, e appare nel drammatico Inside. Nello stesso anno, ottiene la sua prima parte da protagonista cinematografica con l'horror Drive Thru, per il quale incide anche un brano della colonna sonora. Parallelamente alla carriera cinematografica prosegue anche quella televisiva: appare in altre serie come Dr. House - Medical Division, Shark - Giustizia a tutti i costi e CSI: Miami.
La svolta arriva nel 2007, quando Leighton Meester raggiunge la fama internazionale grazie al teen drama Gossip Girl, serie incentrata sulla vita di un gruppo di ragazzi ricchi dell'Upper East Side di New York, in cui interpreta il ruolo di Blair Waldorf, una delle protagoniste. Sempre nello stesso anno recita nel film per la televisione Mortal College. Nonostante il successo televisivo, continua anche la carriera cinematografica con The Beautiful Ordinary (conosciuto anche come Remember the Daze - 2007) e Killer Movie (2008). Nel 2010 ha un piccolo ruolo nel film Notte folle a Manhattan; nello stesso anno esce Country Strong, film musical in cui recita al fianco di Gwyneth Paltrow e del cantante country Tim McGraw, nel quale canta anche la canzone Words I Couldn't Say. Ottiene inoltre il ruolo da protagonista in tre film: il thriller The Roommate - Il terrore ti dorme accanto, il film indipendente Scusa, mi piace tuo padre con Hugh Laurie e la commedia Monte Carlo con Katie Cassidy e Selena Gomez, tutti in uscita nel 2011.
Nel 2012 prende parte alla commedia Indovina perché ti odio, al fianco di Adam Sandler, Andy Samberg e Milo Ventimiglia. Ad agosto compare, insieme a Wilmer Valderrama, nel video della canzone Addicted to Love dei Nomads e all'inizio di dicembre comincia a Boston le riprese del film By the Gun, con Ben Barnes. Entra anche nel cast di Any Tom, Dick, or Harry.
Ad aprile 2013 viene annunciata la sua partecipazione al film The Judge, con Robert Downey Jr., a maggio quella in Life Partners, con Gillian Jacobs e Adam Brody, e a settembre quella in Like Sunday, Like Rain di Frank Whaley, nel quale interpreta la fidanzata di Billie Joe Armstrong.

#### Musica
Nel 2007, Leighton Meester registra la canzone Inside the Black per la colonna sonora del film Drive Thru e nell'aprile del 2009 Birthday insieme al duo Awesome New Republic: una versione della canzone senza la sua voce viene inclusa nell'album Rational Geographic Vol. I.
Sempre ad aprile del 2009, Leighton Meester firma un contratto per un album musicale con la Universal Republic. Prodotto da Polow Da Don, Harvey Mason, Jr. e Spencer Nezey, con il quale Meester comincia a lavorare a marzo, l'uscita dell'album, il cui titolo è Love Is a Drug, subisce diversi ritardi: inizialmente prevista per l'autunno, viene prima ritardata all'inizio del 2010, poi alla fine dell'anno, per non essere poi più pubblicato. Nonostante questo, vengono distribuiti due singoli e due canzoni. Il primo singolo, Somebody to Love, un duetto con Robin Thicke, viene pubblicato nelle radio americane il 13 ottobre 2009 e diventa disponibile per il download digitale il giorno dopo. Il secondo singolo, Your Love's a Drug, viene pubblicato per il download digitale il 30 marzo 2010. L'album include, tra le quindici tracce, anche la canzone Make It Rain insieme a Lil Wayne.
In attesa della pubblicazione del suo album Meester collabora con il gruppo musicale Cobra Starship nella canzone Good Girls Go Bad. Il brano, primo singolo estratto dal terzo studio album del gruppo, viene pubblicata l'11 maggio 2009 e raggiunge la posizione numero 7 della Billboard Hot 100; Il brano è anche presente nella seconda puntata della terza stagione di Gossip Girl, durante la festa sul tetto di Georgina Sparks. Leighton collabora anche alla canzone She Said di Stephen Jerzak. In occasione di Natale 2009, registra la cover della canzone Christmas (Baby Please Come Home), contenuta nell'album benefico A Very Special Christmas Vol.7.
Il 22 aprile 2012 Meester annuncia su Twitter un tour in cinque città con il gruppo Check in the Dark, che comincia il 29 maggio e termina il 4 giugno 2012. A giugno 2012 annuncia che lei e la band hanno registrato un album che servirà da demo.
Il 29 ottobre 2014 pubblica un nuovo singolo intitolato Heartstrings, tratto dall'omonimo album che contiene nove inediti. In quest'album Meester cambia totalmente genere musicale, passando dal pop all'indie folk.

#### Pubblicità

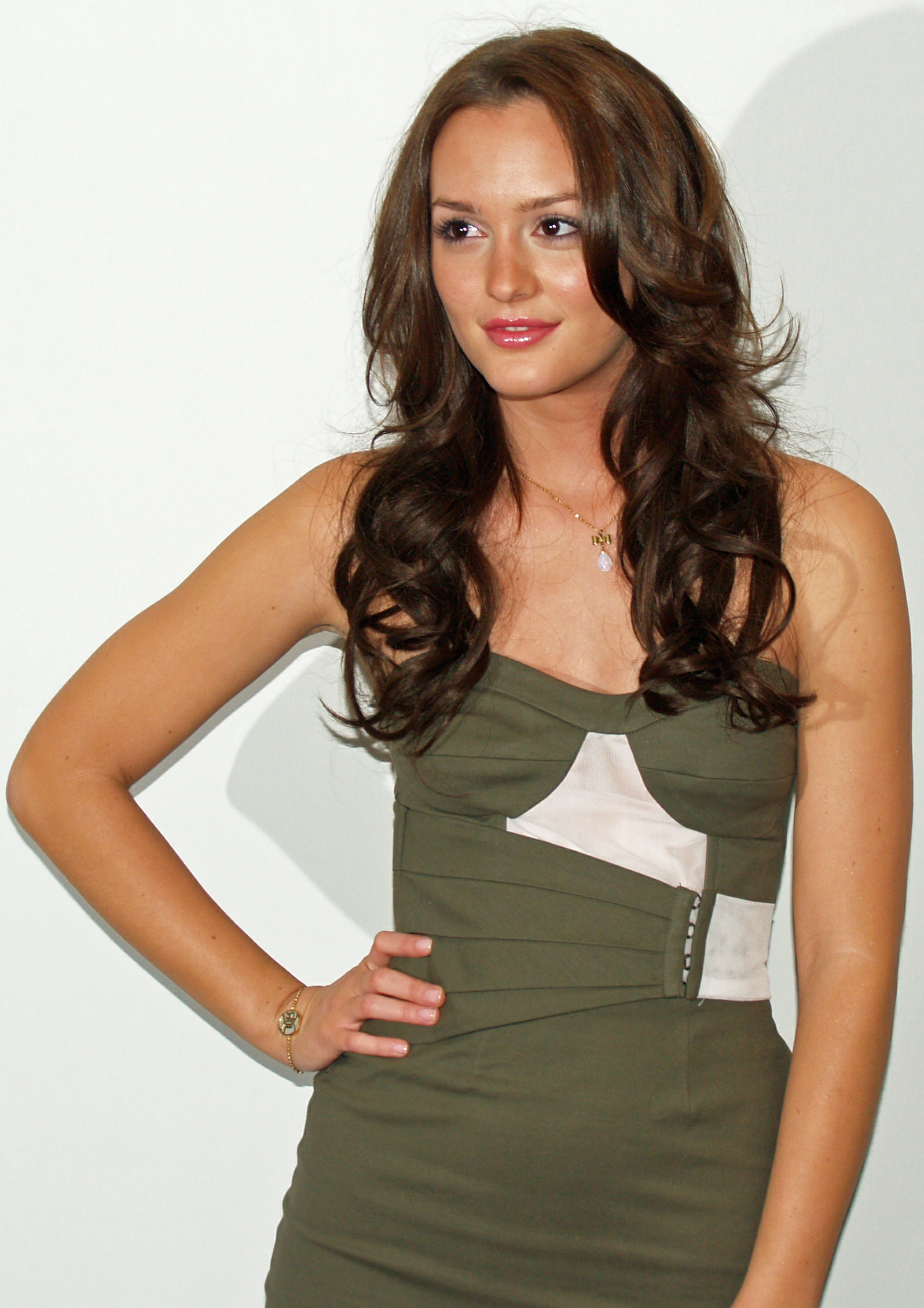
Leighton Meester al Tribeca Film Festival 2008

Leighton Meester ha partecipato a diverse campagne pubblicitarie. All'inizio del 2009, si unisce a Reebok per pubblicizzare il nuovo modello di sneakers e collabora con il collega Ed Westwick nella campagna pubblicitaria delle macchine fotografiche Nikon Coolpix e in quella della linea di vestiti coreana ASK Enquired.
Nel 2010 diventa la portavoce dei prodotti per capelli Herbal Essences. Vera Wang la sceglie anche come volto per il suo nuovo profumo Lovestruck, che esce nell'estate 2011, e la casa di moda italiana Missoni la vuole per la collezione primavera/estate 2011. È il volto anche della marca coreana di cosmetici eSpoir.
A maggio 2012 prende parte alla campagna All Stars della linea di moda filippina Penshoppe; è il volto della collezione autunno-inverno 2013/2014 della marca francese Naf Naf, e nel mese di ottobre 2013 viene scelta come nuovo volto della casa cosmetica francese Biotherm. Nel 2015 viene scelta come testimonial della collezione primavera/estate di Jimmy Choo.

## Impegno sociale
Leighton Meester ha partecipato a diverse campagne di sensibilizzazione. Nel 2008, è la portavoce della campagna Life Can't Wait di Sunsilk, che si pone l'obiettivo di motivare le donne a realizzare i propri sogni e collabora con Safe Horizon per attirare l'attenzione e prevenire la violenza domestica. Nel 2010 prende parte agli sforzi umanitari di Bulgari per Save the Children insieme a Isabella Rossellini e Maribel Verdútaken.

## Vita privata
Nel giugno del 2009 il sito americano celebhotline.com pubblica alcune foto, catturate da un video in loro possesso, che ritraggono l'attrice seminuda in compagnia del fidanzato. Sfidando i legali dell'attrice, che avevano intimato di non pubblicarlo, il sito americano mise online altri fotogrammi e il video integrale.
A luglio 2011, Meester e sua madre intentano una causa giudiziaria l'una contro l'altra riguardo al supporto finanziario per le cure mediche del fratello dell'attrice. Meester sostiene che sua madre ha usato i soldi da lei mandati ogni mese per degli interventi di chirurgia estetica; in risposta, la donna invoca inadempimento contrattuale e abusi fisici. A novembre, Constance Meester rinuncia ai tre milioni di risarcimento chiesti alla figlia e, di conseguenza, il 7 dicembre successivo, la corte si pronuncia in favore dell'attrice.
Nel febbraio 2014 Leighton si è sposata con l'attore Adam Brody e il 4 agosto 2015 è nata la primogenita della coppia: Arlo Day Brody. Nel settembre 2020 annunciano la nascita del secondogenito.

## Filmografia

### Cinema
- The Jackalope, regia di Joseph Guerrieri – cortometraggio (2003)
- La maledizione dell'impiccato (Hangman's Curse), regia di Rafal Zielinski (2003)
- Flourish, regia di Kevin Palys (2006)
- Inside, regia di Jeff Mahler (2006)
- Drive Thru, regia di Brendan Cowles e Shane Kuhn (2007)
- The Beautiful Ordinary, regia di Jess Manafort (2007)
- Killer Movie, regia di Jeff Fisher (2008)
- Notte folle a Manhattan (Date Night), regia di Shawn Levy (2010)
- Amore a mille... miglia (Going the Distance), regia di Nanette Burstein (2010)
- Country Strong, regia di Shana Feste (2010)
- The Roommate - Il terrore ti dorme accanto (The Roommate), regia di Christian E. Christiansen (2011)
- Monte Carlo, regia di Thomas Bezucha (2011)
- Scusa, mi piace tuo padre (The Oranges), regia di Julian Farino (2011)
- Indovina perché ti odio (That's My Boy), regia di Sean Anders (2012)
- National Theatre Live: Of Mice and Men, regia di Anna Shapiro (2014)
- Life Partners, regia di Susanna Fogel (2014)
- The Judge, regia di David Dobkin (2014)
- Like Sunday, Like Rain, regia di Frank Whaley (2014)
- By the Gun, regia di James Mottern (2014)
- Semper Fi - Fratelli in armi (Semper Fi), regia di Henry Alex Rubin (2019)
- Killer Movie: Director's Cut, regia di Jeff Fisher (2021)
- The Weekend Away, regia di Kim Farrant (2022)
- River Wild, regia di Ben Ketai (2023)

### Televisione
- Law & Order - I due volti della giustizia (Law & Order) – serie TV, episodio 9x15 (1999)
- Boston Public – serie TV, episodio 2x06 (2001)
- Ancora una volta (Once and Again) – serie TV, episodio 3x12 (2002)
- Family Affair – serie TV, episodio 1x07 (2002)
- The Big Wide World of Carl Laemke, regia di Greg Mottola – film TV (2003)
- Tarzan – serie TV, 5 episodi (2003)
- Hollywood Division, regia di James Foley – film TV (2004)
- Crossing Jordan – serie TV, episodio 3x07 (2004)
- Settimo cielo (7th Heaven) – serie TV, episodi 8x22-8x23 (2004)
- North Shore – serie TV, episodio 1x01 (2004)
- Entourage – serie TV, episodi 1x02-1x04-5x02 (2004-2008)
- 24 – serie TV, 4 episodi (2005)
- 8 semplici regole (8 Simple Rules) – serie TV, episodio 3x21 (2005)
- Veronica Mars – serie TV, episodi 1x14-1x21 (2005)
- Surface - Mistero dagli abissi (Surface) – serie TV, 12 episodi (2005-2006)
- Secrets of a Small Town – serie TV, episodio 1x01 (2006)
- Numb3rs – serie TV, episodio 2x19 (2006)
- Dr. House - Medical Division (House M.D.) – serie TV, episodi 3x03-3x04 (2006)
- CSI: Miami – serie TV, episodio 5x16 (2007)
- Shark - Giustizia a tutti i costi (Shark) – serie TV, episodi 1x16-1x18-1x19 (2007)
- Mortal College (The Haunting of Sorority Row), regia di Bert Kish – film TV (2007)
- Gossip Girl – serie TV, 121 episodi (2007-2012)
- Any Tom, Dick, or Harry, regia di Hadley Klein – film TV (2015)
- Making History – serie TV, 9 episodi (2017)
- The Last Man on Earth - serie TV, episodio 4x09 (2018)
- Single Parents - serie TV, 45 episodi (2018-2020)
- The Orville - serie TV, episodi 2x11 e 3x06 (2019-2022)
- How I Met Your Father - serie TV, 5 episodi (2022)
- Good Cop/Bad Cop - serie TV, (2025)
- The Buccaneers - serie TV, (2025)

## Doppiaggio
- Poppy in Monster Allergy (2009)

## Teatro
- Of Mice and Men. Longacre Theater di Broadway (2014)

## Discografia

### Album
- 2011 - Love Is a Drug
- 2014 - Heartstrings

### Singoli
- 2009 - Somebody to Love (feat. Robin Thicke)
- 2010 - Your Love's a Drug
- 2011 - Body Control
- 2013 - Your Lies Are The Truth
- 2014 - Heartstrings

### Collaborazioni con altri artisti
- 2009 - Good Girls Go Bad (con Cobra Starship)
- 2010 - She Said (con Stephen Jerzak)

### Apparizioni in compilation
- 2010 - Country Strong - Original Motion Picture Soundtrack

## Riconoscimenti
- 2008 – Teen Choice Awards
  - Nomination – Miglior attrice televisiva drammatica per Gossip Girl.
  - Nomination – Miglior attrice emergente per Gossip Girl.
- 2009 – Teen Choice Awards
  - Vinto – Miglior attrice televisiva drammatica per Gossip Girl.
- 2009 – MTV Video Music Awards
  - Nomination – Best Pop Video per Good Girls Go Bad (insieme a Cobra Starship)
- 2010 – Teen Choice Awards
  - Vinto – Miglior attrice televisiva drammatica per Gossip Girl.
- 2010 – Hollywood Film Festival
  - Vinto – Spotlight Award per Country Strong.
- 2011 – Teen Choice Awards
  - Nomination – Miglior attrice cinematografica drammatica per Country Strong.
  - Nomination – Miglior cattivo cinematografico per The Roommate - Il terrore ti dorme accanto.
- 2011 – MTV Movie Awards
  - Nomination – Miglior cattivo per The Roommate - Il terrore ti dorme accanto.
- 2012 – Teen Choice Awards
  - Nomination – Miglior attrice televisiva drammatica per Gossip Girl.
  - Nomination – Miglior attrice di un film estivo per Indovina perché ti odio.
- 2012 – Do Something Awards
  - Nomination – TV star per Indovina perché ti odio con Adam Sandler e Andy Samberg.
- 2013 – Golden Raspberry Awards
  - Nomination – Peggior coppia per Indovina perché ti odio.
  - Nomination – Peggior cast per Indovina perché ti odio.

## Doppiatrici italiane
Nelle versioni in italiano delle opere in cui ha recitato, Leighton Meester è stata doppiata da:
- Eleonora Reti[57] in Gossip Girl, The Judge, Single Parents, Semper Fi - Fratelli in armi, The Weekend Away, How I Met Your Father
- Francesca Manicone in 8 semplici regole, Veronica Mars (1x14), Surface - Mistero dagli abissi, Numb3rs, Amore a mille… miglia
- Valentina Mari in Tarzan, The Roommate - Il terrore ti dorme accanto, Monte Carlo
- Valeria Vidali in North Shore, Shark - Giustizia a tutti i costi
- Barbara Pitotti in Dr. House - Medical Division, Entourage (5x02)
- Ilaria Latini in CSI: Miami, Notte folle a Manhattan
- Patrizia Salerno in Law & Order - I due volti della giustizia
- Letizia Scifoni in Indovina perché ti odio
- Valentina Favazza in Scusa, mi piace tuo padre
- Perla Liberatori in Country Strong
- Laura Latini in Settimo cielo
- Monica Vulcano in 24
- Gilberta Crispino in Veronica Mars (1x21)